# Arenaria karakorensis
Arenaria karakorensis är en nejlikväxtart som beskrevs av Ernst Ehrhard Friedrich Wilhelm Schmid. Arenaria karakorensis ingår i släktet narvar, och familjen nejlikväxter. Inga underarter finns listade i Catalogue of Life.